# Aurora (yacht)
L'Aurora fu una nave costruita nei cantieri Alexander Stephen & Sons Ltd di Dundee in Scozia. Concepita come nave baleniera, l'imbarcazione prese parte alle spedizioni antartiche Aurora ed Endurance.

## Nave baleniera
Tra il 1876 ed il 1910 l'Aurora ha navigato annualmente tra Dundee (Scozia) a St. John's (Terranova) per prendere parte alla caccia alla balena neil'Atlantico settentrionale. Tra gli eventi degni di nota, nel 1884 la nave non riesce a raggiungere i membri della spedizione Greely, mentre nel 1891 viene salvato l'equipaggio della nave Polynia distrutta da un iceberg.

## Spedizione Aurora
Nel 1910 la nave viene acquistata dall'australiano Douglas Mawson per essere utilizzata nella spedizione Aurora con obiettivo Antartide. Durante il percorso la nave naviga da Hobart (Australia) sino a raggiungere l'isola Macquarie nel dicembre 1911. L'isola viene scelta da Mawson come base per le successive esplorazioni. La nave salpa in direzione sud e raggiunge Commonwealth Bay in Antartide il 7 gennaio 1912. A capo Denison scendono Mawson ed un gruppo di uomini incaricati di costruire un campo (Mawson's Huts) per trascorrere l'inverno sul continente. Durante il viaggio verso Hobart l'Aurora viene intrappolata dalla banchisa ed è costretta a passare l'inverno in Antartide.
Nel dicembre 1912 l'Aurora fa ritorno a Mawson's Huts, ma Douglas Mawson, Xavier Mertze e Belgrave Ninnis, impegnati in un'esplorazione in slitta, non hanno ancora fatto ritorno. Il comandante della nave decide di aspettare, ma la pessima qualità del sito di ancoraggio ed i forti venti fanno sì che la catena dell'ancora si spezzi. Il comandante decide allora di lasciare sul continente sei uomini, incluso un operatore radio dotati di ampie provviste, e salpa alla fine di gennaio 1913. Mawson, l'unico superstite dei tre esploratori, arriva appena in tempo per veder sparire l'Aurora all'orizzonte. L'operatore radio chiama la nave, che inverte con successo la rotta, ma i forti venti non consentono un attracco. L'Aurora farà ritorno a Commonwealth Bay soltanto il 12 dicembre 1913, recuperando i sette uomini lasciati sul continente e dirigendosi poi in Australia.

## Spedizione Endurance
Nel 1914 Ernest Henry Shackleton sceglie l'Aurora e l'Endurance per la spedizione Endurance in Antartide. In particolare all'Aurora ha come obiettivo l'installazione di alcuni rifugi con provviste nella barriera di Ross ad uso degli uomini di Shackleton in arrivo dall'altro lato del continente.
Dopo essere stata rallentata dalla spessa banchisa la nave raggiunge il canale McMurdo nel gennaio 1915. Dopo aver scaricato uomini e materiali più a sud possibile, raggiunge Discovery Bay il 12 gennaio 1915 in cerca di un ancoraggio sicuro e di un luogo dove continuare lo scarico delle provviste. Nel maggio l'Aurora viene spinta al largo dai forti venti. Intrappolata dal ghiaccio è impossibilitata a far ritorno in Antartide per aiutare gli uomini rimasti nel continente. L'imbarcazione può navigare liberamente soltanto il 14 marzo 1916, ma a causa dei danni riportati, deve far rotta per Dunedin, in Nuova Zelanda per essere riparata.
Dopo aver salvato gli uomini del gruppo del mare di Weddell, Ernest Shackleton arriva in Nuova Zelanda nel dicembre 1916. Avvisato che il gruppo del mare di Ross si trova ancora in Antartide, salpa a bordo dell'Aurora per prestare loro soccorso. La nave incontra la banchisa il 10 gennaio 1917 al largo di capo Royds, ma riesce a mantenere la rotta. Una settimana dopo raggiunge capo Evans dove i sette sopravvissuti (dei 10 originali) membri del gruppo del mare di Ross sono recuperati e trasportati sino a Wellington (Nuova Zelanda)

## Destino
L'Aurora venne vista l'ultima volta nel 1917 quando salpò da Newcastle (Australia) per Iquique (Cile) con un carico di carbone. I Lloyd's di Londra dichiararono la nave dispersa il 2 gennaio 1918; si pensa sia affondata a causa di operazioni della prima guerra mondiale.

## Comandanti
Segue una lista (parziale) dei comandanti dell'Aurora:
- J. Fairweather (c.1882-c.1886)
- Jackman (c.1895)
- John King Davis (1911-1914, 1916)
- Tenente Æneas Mackintosh R.N.R. (1914)
- Joseph Stenhouse (1914-1916)